# یوتا کوتسوکاکه
یوتا کوتسوکاکه (انگلیسی: Yuta Kutsukake؛ زادهٔ ۱۲ نوامبر ۱۹۹۱) بازیکن فوتبال اهل ژاپن است.